# Teoria do estado estacionário
A Teoria do estado estacionário (SS Cosmology, do inglês Steady-state) ou modelo do estado estacionário foi elaborada em 1948 por Fred Hoyle, Thomas Gold e Hermann Bondi como alternativa ao modelo do Big Bang. É um modelo amplamente desacreditado em Cosmologia que descreve um universo que se dilata (expande) e no qual matéria nova se cria nos intervalos crescentes entre as galáxias, mantendo a densidade de matéria no universo constante e propiciando permanentemente prótons para as estrelas produzirem seus processos de fusão, na nucleossíntese. O universo conservaria assim uma densidade idêntica a todo momento, e duraria eternamente, o que apresenta-se como uma ideia até filosoficamente "bela", como classificam-na alguns cosmólogos, físicos e pensadores diversos, mas que mostrou-se insustentável pelas evidências astronômicas. l.
Posteriormente, foi reapresentada na forma de outra teorização, chamada de Teoria do Universo Quase Estacionário, ou "CEQE".

## Estado quase estacionário
Cosmologia Estado Quase Estacionário (CEQE) foi proposta em 1993 por Fred Hoyle, Geoffrey Burbidge e Jayant V. Narlikar como uma nova encarnação das idéias de estado estacionário significou para explicar características adicionais desaparecidas na proposta inicial. A teoria sugere bolsões de criação que ocorre ao longo do tempo dentro do universo, por vezes referido como minibangs, eventos mini-criação, ou pequenos golpes. Após a observação da expansão acelerada do universo, mais modificações do modelo foram feitas.